# Martin Löhnig
Martin Löhnig (* 23. Februar 1971 in Nürnberg) ist ein deutscher Rechtswissenschaftler und Professor für Bürgerliches Recht, deutsche und europäische Rechtsgeschichte und Kirchenrecht. Seit 2022 ist er zugleich wissenschaftlicher Leiter des Instituts für Ostrecht.

## Leben
Nach dem rechtswissenschaftlichen Studium in Regensburg arbeitete Martin Löhnig zunächst als Repetitor, bevor er Assistent an der Universität Regensburg wurde und dort das universitäre Repetitorium REX mitbegründete. 2001 promovierte er an der Universität Regensburg mit einer Dissertation über Rechtsgeschichte und -dogmatik des Irrtumsrechts. 2006 habilitierte er sich an der Universität Regensburg bei Hans-Jürgen Becker und Dieter Schwab mit einer Arbeit zu Interessenkonflikten bei Treuhandverhältnissen, die ebenfalls historisch und dogmatisch angelegt ist. 2006 wurde er als Nachfolger von Hans-Wolfgang Strätz auf einen W3-Lehrstuhl für Bürgerliches Recht, Rechtsgeschichte und Kirchenrecht an die Universität Konstanz berufen, den er bereits seit Herbst 2005 vertreten hatte. Zum Wintersemester 2008/2009 nahm er einen Ruf an die Universität Regensburg auf den W3-Lehrstuhl für Bürgerliches Recht, Deutsche und Europäische Rechtsgeschichte und Kirchenrecht an. Er hat Gastprofessuren an verschiedenen europäischen Universitäten bekleidet; seit 2009 ist er Gastprofessor an der Universität St. Gallen. 2011 hat er einen Ruf auf einen W3-Lehrstuhl an der Universität Bayreuth (Nachfolge Diethelm Klippel) abgelehnt. Von Oktober 2009 bis Oktober 2012 war Martin Löhnig Studiendekan der Juristischen Fakultät und hat in dieser Funktion das Regensburger Coachingzentrum REGINA und das Netzwerk ausländischer Juristen mit Bezug zur Universität Regensburg (NAJUR) ins Leben gerufen. Von 2019 bis 2021 war er Dekan seiner Fakultät.

## Tätigkeit
Nachdem Martin Löhnig in seinen beiden wissenschaftlichen Qualifikationsarbeiten vorwiegend dogmengeschichtlich gearbeitet hatte, wandte er sich nach seinem Ruf an die Universität Konstanz stärker auch rechtshistorischen Themen mit allgemeinhistorischem Bezug zu und benennt seinen Forschungsschwerpunkt als europäische Rechtsgeschichte der Moderne aus transdisziplinärer Perspektive. Am Exzellenzcluster EXC16 Kulturelle Grundlagen von Integration war er mit einem Forschungsprojekt Rechtseinheit trotz Rechtsbindung? beteiligt. Außerdem beschäftigt er sich mit der Rechtsgeschichte der Nachkriegszeit; die Deutsche Forschungsgemeinschaft (DFG) hat sein Projekt Entnazifizierung nationalsozialistischen Rechts gefördert. Er ist Gründungsherausgeber der Zeitschrift Rechtskultur und Mitherausgeber der Zeitschrift für Neuere Rechtsgeschichte (ZNR). Weitere Forschungsprojekte, deren Tagungen von der DFG unterstützt werden, befassen sich mit der Wirkungsgeschichte des Allgemeinen Deutschen Handelsgesetzbuchs von 1861, der mitteleuropäischen Rechtsentwicklung in der Zwischenkriegszeit sowie der Entwicklung des Zivilrechts im nachbürgerlichen Zeitalter. Außerdem ist Martin Löhnig als Mitantragsteller am DFG-Graduiertenkolleg 2337 „Metropolität in der Vormoderne“ beteiligt und leitet das von in- und ausländischen Drittmittelgebern geförderte Juristische Laboratorium Mitteleuropa. Ein weiteres von der DFG gefördertes Projekt befasst sich mit der Rechtsgeschichte des „Reichslands Elsaß-Lothringen“. An dem von der Volkswagenstiftung geförderten Projekt „Wissenstransfer und Kapazitätsaufbau für die interdisziplinär vergleichende Rechtsforschung in Usbekistan“ ist er ebenfalls als PI beteiligt.
Im Bereich des geltenden Rechts arbeitet Martin Löhnig intensiv in den Bereichen Familien- und Erbrecht; in diesen Gebieten hat er zahlreiche Lehrbücher, Fachbücher, Kommentierungen und Aufsätze in Fachzeitschriften publiziert. Er war Redaktor der Soergel'schen Bände zum Familienrecht (13. Aufl.) und Erbrecht (14. Aufl.) und Mitherausgeber der Zeitschrift für das gesamte Familienrecht (FamRZ, bis 2020). Er ist Bearbeiter der familien- und erbrechtlichen Rechtsprechung in den Juristischen Arbeitsblättern (JA, seit 1998) und Mitherausgeber der Neuen Zeitschrift für Familienrecht (NZFam, seit 2021). Außerdem ist er gemeinsam mit dem Fraunhofer-Institut für Sichere Informationstechnologie am BMJ-Projekt „Digitales Erbe (DErbe)“ beteiligt.

## Ehrungen
Im Jahr 2006 wurde Martin Löhnig für seine Habilitationsschrift Treuhand – Interessenwahrnehmung und Interessenkonflikte mit dem Habilitationspreis der Universität Regensburg ausgezeichnet. Im Jahr 2007 wurde Martin Löhnig zusammen mit Christoph Althammer der bayerische Preis für gute Lehre verliehen. 2008 zeichnete ihn die Universität Konstanz durch die Gewährung eines free space of creativity aus. 2012 erhielt er eine Auszeichnung von der Stiftung „Deutschland – Land der Ideen“ für das von ihm gegründete Coachingzentrum REGINA.

## Schüler
Martin Löhnig hat bislang drei habilitierte Schüler: Philipp S. Fischinger (Universität Mannheim), Saskia Lettmaier (Universität Kiel) und Stephan Wagner (Universität Halle).

## Werke (Auswahl)
- Irrtum über Eigenschaften des Vertragspartners (Dissertation), Bielefeld (Gieseking) 2001.
- Treuhand – Interessenwahrnehmung und Interessenkonflikte (Habilitationsschrift), Tübingen (Mohr Siebeck, Ius Privatum) 2006.
- Die Justiz als Gesetzgeber – Zur Anwendung nationalsozialistischen Rechts in der Nachkriegszeit, Regenstauf (Edition Rechtskultur) 2010.
- Fragmentierte Familien – Brechungen einer sozialen Form in der Moderne, Bielefeld (transcript) 2010 (Mitherausgeberin: Inge Kroppenberg).
- Rechtsvereinheitlichung durch Rechtsprechung? Zur Judikatur des Reichsgerichts 1879–1899, Tübingen (Mohr Siebeck) 2012.
- Falltraining im Zivilrecht, 6. Aufl., Heidelberg (C.F. Müller) 2016 (Co-Autor Dieter Schwab).
- Falltraining im Zivilrecht 2, 1. Aufl., Heidelberg (C.F. Müller) 2008.
- Einführung in des Zivilrecht, 20. Aufl., Heidelberg (C.F. Müller) 2016 (Co-Autor Dieter Schwab).
- Fälle zum Familien- und Erbrecht, 6. Aufl., München (C.H. Beck) 2021.
- Fälle zum Sachenrecht, 7. Aufl., München (C.H. Beck) 2022 (Co-Autor Jens Koch).
- Erbrecht. 4. Auflage. Vahlen, München 2022, ISBN 978-3-8006-6810-6 (zusammen mit Philipp S. Fischinger).
- Faktische Lebensgemeinschaft, Staudinger, Kommentar zum Bürgerlichen Gesetzbuch, Berlin (DeGruyter-Sellier), Bearbeitung 2021.